# Звукові сигнали на залізницях України
Звукові́ сигна́ли — передаються різним числом і поєднанням звуків різної тривалості та передають певну інформацію.

## Звукові сигнали на залізницях України
- Один довгий — рух вперед; Сповіщальний;
- Два довгих — рух назад; Працівникам, які обслуговують потяг, відпустити гальма;
- Три довгих — Працівникам, які обслуговують потяг, гальмувати;
- Один короткий та один довгий — сигнал пильності;
- Один короткий — початок випробування гальм; Підштовхуючому локомотиву зменшити тягу;
- Два коротких — кінець випробування гальм; Другому локомотиву збільшити тягу; Підштовхуючому локомотиву почати підштовхування; Тишехід;
- Три коротких — зупинка;
- Один довгий і три коротких — загальна тривога;
- Один довгий і два коротких — пожежна тривога;
- Один довгий і один короткий — Хімічна тривога;
- Ряд коротких — Повітряна тривога;
- Три довгих один короткий — прибуття на станцію в неповному складі;
- Три довгих два коротких — виклик локомотивної бригади;
- Два довгих два короткий — вимога до машиніста другого локомотива опустити струмоприймач;
- Один короткий один довгий один короткий — вимога припинити підштовхування і не відставати від поїзда;
- Чотири довгих — вимога припинити підштовхування і повернутися на станцію;